# Piotr Michael
Piotr Michael   (Los Angeles, 27 de març de 1988) és un comediant i actor de veu estatunidenc. És més conegut pel seu paper de Yoda a la sèrie de televisió Star Wars: Young Jedi Adventures (2023-present).

## Biografia
Piotr Michael va néixer a Los Angeles, Califòrnia, el 27 de març de 1988, de pares d'ascendència polonesa. Va créixer a Cleveland, Ohio i va viure a Taos, Nou Mèxic i Hilo, Hawaii fins que es va graduar de l'escola secundària. Va assistir a la Universitat de Califòrnia, Los Angeles, on va estudiar interpretació, inclosa la comèdia d'improvisació per a The Groundlings.
El 2003, Michael va fer el seu primer paper d'actriu de veu com a versió fictícia de Joe Biden a Jimmy Kimmel Live!, que s'ha convertit en un personatge recurrent de llarga durada del programa.
En videojocs, ha donat la veu a Spock a Star Trek: Resurgence, Phineas Welles a The Outer Worlds, Jason Hudson a Call of Duty: Black Ops Cold War, i el doble paper del Rei Sentinel i el Senyor Fosc a Doom Eternal.
Mentre estava a The Groundlings, Michael ha actuat a l'espectacle de comèdia Desperately Seeking Sunday.
El 2023, ha donat la veu a Yoda a la sèrie de televisió infantil Star Wars: Young Jedi Adventures, i va succeir al difunt Gilbert Gottfried com a veu de Iago al curt pel·lícula Once Upon a Studio per commemorar el centenari de The Walt Disney Company. També va donar veu a Randall Boggs i Jumba Jookiba a Disney Speedstorm, substituint tant el difunt David Ogden Stiers com Jess Winfield en aquest darrer paper.